# 3893 DeLaeter
3893 DeLaeter è un asteroide della fascia principale. Scoperto nel 1980, presenta un'orbita caratterizzata da un semiasse maggiore pari a 2,4226647 au e da un'eccentricità di 0,2640223, inclinata di 23,07032° rispetto all'eclittica.
L'asteroide è dedicato all'astronomo australiano John DeLaeter.